# Ripsbindung

Bindungspatrone für echten Kettrips

Bindungspatrone für echten Schussrips

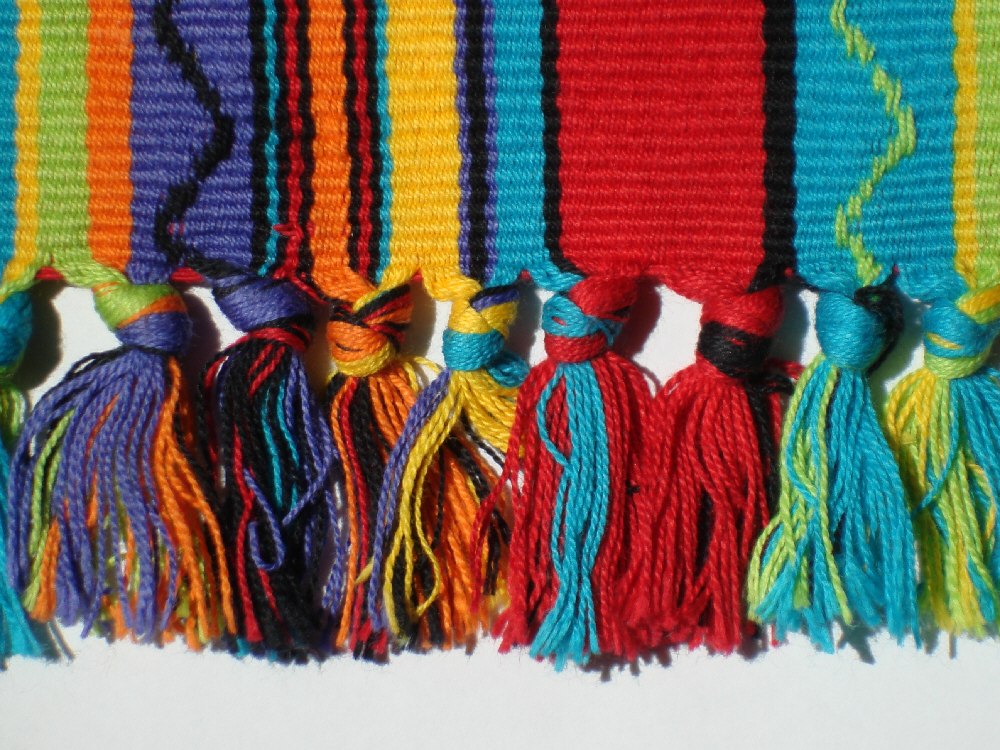
Erscheinungsbild eines Kettripses (die roten Schussfäden sind lediglich direkt vor den Fransen erkennbar)

Unter der Ripsbindung versteht man in der Bindungslehre der Weberei eine Ableitung der Leinwandbindung, bei der eine längs- oder querlaufende, gerippte Oberflächenstruktur erzeugt wird. 
Beim Kettrips, auch Querrips genannt, wird die Kettdichte, d. h. die Anzahl der Kettfäden pro Zentimeter so stark erhöht, dass die Schussfäden vollkommen darunter verschwinden. Das Gewebebild wird in Farbe und Material also nur von dem Kettmaterial, den längsverlaufenden Fäden, bestimmt. Um den Ripseffekt zu verstärken, können zwei oder mehr Schussfäden in ein einziges Fach eingeschossen werden, oder es kann ein Schussmaterial verwendet werden, das sehr viel dicker als die Kettfäden ist. Gegenüber diesem echten Rips wird bei unechtem Querrips wie bei Popeline nur ein Schuss pro Abbindung eingesetzt.
Beim Schussrips, auch Längsrips genannt, wird das Gewebebild in Farbe und Material nur von dem Schussmaterial, den querverlaufenden Fäden, bestimmt. Dies erzeugt man bei echtem Schussrips dadurch, dass mehrere Schussfäden gleichzeitig in das Fach eingeschossen werden. Bei unechten Längsrips wird die Kettdichte derartig herabgesetzt, dass die einzeln pro Abbindung eingeschossenen Schussfäden darin zusammenrutschen, und die Kettfäden vollkommen darunter verschwinden. Ein Kelim wird in dieser Technik gewirkt.
Ripsgewebe ist steif, abrieb- und reißfest und wird daher z. B. als Möbelbezugsstoff verwendet.